# 2020年東京パラリンピックのコンゴ共和国選手団
2020年東京パラリンピックのコンゴ共和国選手団は、2021年8月24日から9月5日まで日本の東京で開催された2020年東京パラリンピックコンゴ共和国選手団の名簿。

## 選手団
- 人員: 選手 2人
- 開会式旗手: エマニュエル・ムアンバコ、フィフィ・ルクラ

## 種目別選手・スタッフ名簿及び成績

### 陸上
| 選手                     | 種目           | 予選 | 予選 | 準決勝   | 準決勝   | 決勝     | 決勝     |
| 選手                     | 種目           | 結果 | 順位 | 結果     | 順位     | 結果     | 順位     |
| ------------------------ | -------------- | ---- | ---- | -------- | -------- | -------- | -------- |
| エマニュエル・ムアンバコ | 男子100m T11   | 棄権 | 棄権 | 予選敗退 | 予選敗退 | 予選敗退 | 予選敗退 |
| フィフィ・ルクラ         | 女子砲丸投 F57 | -    | -    | -        | -        | 5.13m PB | 16位     |